# 김질 (1496년)
김질(金質, 1496년 ~ 1555년)은 조선 중기의 학자이다. 자(字)는 문소(文素)이고 호(號)는 영모당(永慕堂)이다. 본관은 (구)안동.

## 생애
천성이 온순 단정하였으며 부모에 대한 효심이 지극하여 양친을 지성으로 모셨다고 한다. 1508년 모친상을 당하자 묘소 옆에 여막(廬幕)을 짓고 시묘살이를 하면서 부인마저 멀리하였다.
홀아버지도 지극 정성으로 모셨는데 그마저 죽자, 직접 흙짐을 져서 분묘를 만들고, 부친이 생전에 좋아한 꿩고기를 매년 제상에 바쳤다고 한다. 한번은 제사상에 올릴 꿩고기를 구하지 못하여 낙심하자 꿩이 부엌으로 날아들었다고 한다. 또 제사에 쓸 간장을 쥐가 흐려놓아 종일토록 통곡하였더니, 밤새 쥐들이 장독 아래에 떼지어 죽어 있었다는 전설도 전한다.
어느 겨울날 밤 눈이 펄펄 내려 한길 높이로 쌓였지만 오직 여막 둘레에는 한점 눈비가 없었다고 한다. 이에 온고을 사람들이 그의 지극한 효도에 감복하여 묘소가 있는 산을 ‘제청산(祭廳山)’이라 불렀다 한다.
하서(河西) 김인후는 그의 인물됨을 높이 사서 그가 살던 전북 고창 집을 영모(永慕)라 이름지어 현판했고, 미암 유희춘은 무장현감으로 오게되어 영모당(永慕堂)에 기(記)를 써주었다. 송천(松川) 양응정(梁應鼎)과 고봉 기대승(奇大升)과도 교유하였는데 그들은 공을 높이 치켜 세웠다.
효행이 널리 알려져 1546년에 정려(旌閭)가 내려졌으며, 전라도 무장(茂長)의 도암사(道巖祠)에 배향되었다.

## 저서
- 《영모록(永慕錄)》
- 《육사자책설(六事自責說)》

## 가계
- 증조부: 김언룡(金彦龍), 안변부사
  - 할아버지: 김을만(金乙萬), 통례원 통찬
    - 아버지: 김복중(金福重), 통례원 찬의
    - 어머니: 광주 이씨 주부(主簿) 이원경(李元經)의 딸

## 같이 보기
- 김사형
- 김질 - 고조부 김종한의 형제 김종숙(金宗淑)의 아들로서 그의 후손으로는 독립운동가인 백범 김구가 있다.
- 김자점
- 김억령
- 강희맹
- 정창손
- 신숙주
- 김성동